# Оріон
Оріо́н (грец. Ὠρίων) або Уріон — у давньогрецькій міфології беотійський велетень-красень, син Посейдона й океаніди Евріали (варіант: син самої Геї).

## Оріон в міфах

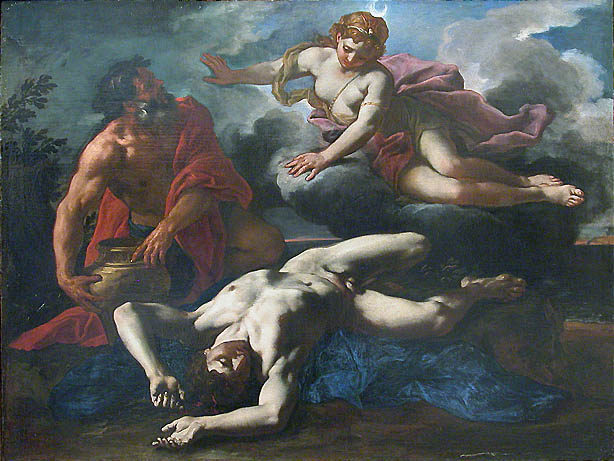
Смерть Оріона, картина Деніела Сейтера, 1685 р.

Оріон був найгарнішим з усіх чоловіків та вправним мисливцем. Щодо його походження, згадується, що батько Гіріей був пасічником, у якого не було дітей. Коли Зевс і Гермес, змінивши подобу, відвідали Гіріея, в подяку за гостинність вони пообіцяли виконати одне його бажання. Той бажав мати сина і боги порадили принести в жертву бика, помочитися на його шкуру і закопати її в могилу своєї дружини. Таким чином шкура опинилася в лоні Геї і через дев'ять місяців з неї народився хлопчик. За найбільш поширеним, але менш детальним варіантом, був сином Посейдона й океаніди Евріали.
Коли він виріс, то закохався в Меропу — доньку хіоського царя Енопіона, сина бога Діоніса. Той пообіцяв віддати її заміж Оріону в обмін на знищення хижих звірів, що населяли його острів. Оріон виконав завдання, щодня даруючи Меропі нову шкуру звіра, проте Енопіон не дотримався обіцянки, стверджуючи, що не всі звірі винищені. Напившись вина, Оріон зґвалтував Меропу, тоді цар звернувся за допомогою до свого батька. Діоніс прислав на Хіос сатирів, що напоїли Оріона і коли той заснув, Енопіон вирвав йому очі. Оракул навіщував, що Оріон поверне зір, якщо потрапить під проміння Геліоса, коли той тільки-піднімається над океаном. Пливучи на звук молотів кіклопів, Оріон дістався до острова Лемнос, де знайшов учня Гефеста, Кедаліона, котрого найняв собі поводирем. Вони дісталися найдальшого берега океану, де Оріона побачила богиня світанку Еос і закохалася в нього. Її брат Геліос повернув мисливцеві зір. На священному острові Делос Оріон розділив ложе з Еос. Через сором за це святотацтво Еос лишилася з рожевим лицем і тому світанки відтоді також рожеві.
Прагнучи помститися Енопіону, Оріон повернувся на Хіос, але цар сховався в колодязі і мисливець не зміг його знайти. Вважаючи, що кривдник втік до свого діда Міноса, Оріон вирушив туди і дорогою зустрів Артеміду. Богиня вмовила його разом вирушити на полювання. Геліос, побоюючись аби той не збезчестив і Артеміду, повторив вихваляння Оріона про перемогу над звірами. Як він і сподівався, Гея за це наслала на Оріона велетенського скорпіона, невразливого до жодної зброї. Рятуючись від нього, Оріон стрибнув у море і поплив на Делос, аби його захистила Еос. Геліос сказав Артеміді, що силует в морі — це злочинець, який збезчестив її жрицю. Артеміда застрелила Оріона з лука, а коли розкрила обман, попросила Асклепія воскресити його. Щойно той виконав прохання, як його самого вразив блискавкою Зевс. Артеміда помістила мисливця на небо, зробивши сузір'ям Оріона, а Скорпіона було розміщено так, що він ніколи не міг наздогнати мисливця. Через походження Оріона (виник від сечі), коли його сузір'я починає з'являтися на небі, починаються дощі.
За іншим варіантом, Оріон переслідував плеяд, тому їх було перетворено на голубок і поміщено на небі. Сам він загинув від жала скорпіона, посланого Артемідою.

## Трактування міфів про Оріона
У порушенні Енопіоном обіцянки віддати доньку заміж за Оріона вбачається порушення царем звичаю віддати трон молодому наступнику. Також вважається, що Оріон тут виступає особою, що заміщує царя при проведенні щорічного ритуалу та приноситься в жертву, після чого старий цар розігрує своє відродження, що узаконює продовження його правління. Знищення Оріоном звірів є метафорою ритуального поєдинку з тваринами, пов'язаного з культом сонця.
Сузір'я Оріона і Скорпіона, згадувані в міфах, вказують на зміну календаря. Початково серпень асоціювався з сузір'ям Скорпіона, але в класичну епоху він став символізувати жовтень.